# Borgerlige Partisaner
Borgerlige Partisaner (BOPA) va ser un grup de la Resistència danesa format per militants comunistes que es va constituir després de l'ocupació de Dinamarca per l'Alemanya Nazi durant la Segona Guerra Mundial. El grup va comptar amb un total d'aproximadament 125-175 membres que van dur a terme més de 1.000 accions. Trenta-nou dels membres del grup hi van deixar la vida.

## Història
Quan el 1942 el Partit Comunista de Dinamarca va ser prohibit per les autoritats alemanyes, els comunistes van organitzar per tot el país petites cèl·lules de sabotatge formades principalment per veterans de les Brigades Internacionals de la Guerra Civil espanyola. Com que les armes eren escasses, empraven gasolina i mistos en operacions a petita escala. BOPA també va dur a terme atacs a instal·lacions militars alemanyes, va fer accions secundàries com robatoris d'armes i explosius o alliberament de companys detinguts.
El 25 de gener de 1943, un grup d'estudiants, a qui abans se'ls havia denegat la l'ingrés, va incendiar un estoc d'aparells d'escolta alemanys a la seu de l'empresa Dansk Industri Syndikat a Gentofte mitjançant un ampolla d'alcohol. Arran d'aquest fet els estudiants van ser acceptats al grup, que va canviar el seu nom de l'original KOPA (Kommunistiske Partisaner) a Borgerlige Partisaner (BOPA, «Civil Partisans»). El nou nom va ser utilitzat al principi en broma pels antics membres, ja que borgerlig en danès també significa «conservador», però de seguida es va convertir en el nom més utilitzat.
Les operacions de sabotatge van créixer en magnitud a mesura que s'incorporaven al grup persones amb coneixements de possibles objectius. Els joves aprenents de les grans fàbriques van resultar especialment útils per a identificar objectius que proveïen la Wehrmacht. Les cèl·lules van atacar fàbriques com Burmeister & Wain i Riffelsyndikatet el 1943, Global el 1944 i Always el 1945.